# كارل يوهانسون
كارل يوهانسون (بالسويدية: Carl Johansson)‏ (23 مايو 1994 لوند السويد - ) هو لاعب كرة قدم سويدي يلعب كمدافع.

## روابط خارجية
- كارل يوهانسون على موقع اتحاد السويد (السويدية)
- كارل يوهانسون على موقع قاعدة بيانات كرة القدم.إي يو (الإنجليزية)
- كارل يوهانسون على موقع Soccerway.com (الإنجليزية)
- كارل يوهانسون على موقع عالم كرة القدم.نت (الإنجليزية)